# Fichtenberg
Fichtenberg település Németországban, azon belül Baden-Württembergben. Lakosainak száma 3008 fő (2023. december 31.).

## Népesség
| Lakosok száma | 1914 | 2112 | 2284 | 2342 | 2518 | 2707 | 2817 | 2900 | 2818 | 3008 |
|               | 1961 | 1967 | 1974 | 1980 | 1987 | 1993 | 2000 | 2006 | 2013 | 2023 |